# Akademiraadet
Akademiraadet er det ledende organ i Det Kongelige Akademi for de Skønne Kunster og består af 12 medlemmer – 6 billedkunstnere og 6 arkitekter – der er demokratisk valgt af Akademiets medlemmer for 2 år ad gangen.
Akademiraadet er statens rådgiver i kunstneriske spørgsmål inden for billedkunst og arkitektur, og står til rådighed for kommunerne og regionerne. Rådet er en økonomisk og politisk uafhængig statsinstitution under Kulturministeriet; et uvildigt fagligt organ, hvor alle rådets medlemmer er aktive udøvere af deres fag.
Akademiraadet udtaler sig om forskellige spørgsmål, der vedrører kvaliteten i de fysiske omgivelser og kunsten i det offentlige rum. Sagerne som rådet behandler kan eksempelvis omhandle ændringer i byrum; nye byområder, nedrivning af eksisterende bygninger, kunstnerisk udsmykning på offentlige pladser og i landets kirker, eller de kan dreje sig om de kunstneriske emner, der berøres i lokalplaner, i planloven og andre fælles regler.

## Medlemmer af Akademiraadet
Pr. april 2025 

### Arkitekterne
- Camilla van Deurs
- Lone Wiggers
- Jan Søndergaard
- Lars Juel Thiis
- Jens Thomas Arnfred
- Trude Mardal

### Billedkunstnerne
- Peter Holst Henckel
- Nanna Gro Henningsen
- Hannibal Andersen
- Anders Bonnesen
- Elle-Mie Ejdrup Hansen
- Carina Zunino